# Зуси, Грэм
Грэм Джо́натан Зу́си (англ. Graham Jonathan Zusi; род. 18 августа 1986[…], Лонгвуд, Флорида) — американский футболист, полузащитник. Выступал в сборной США. Участник чемпионат мира 2014 года.

## Клубная карьера

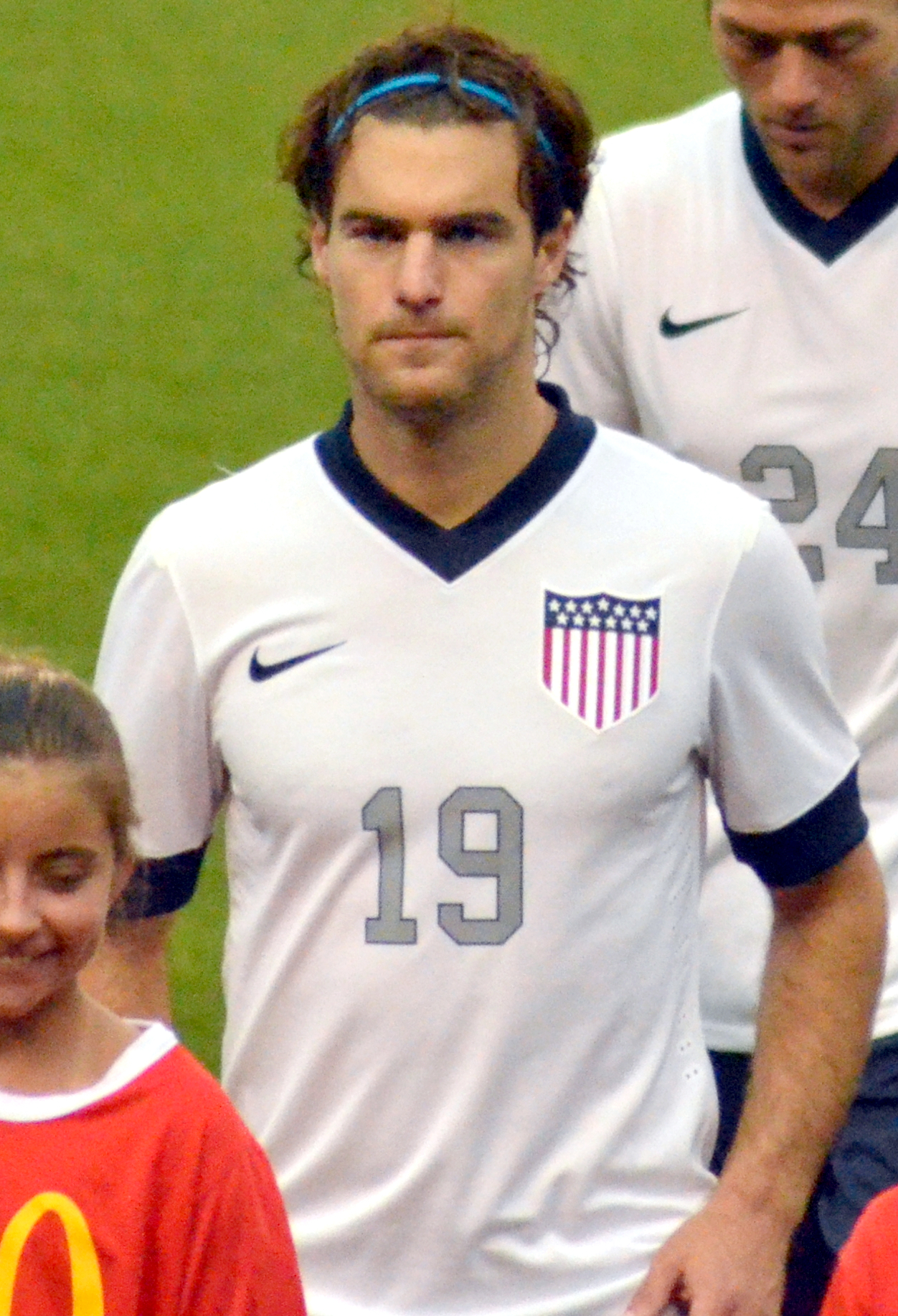
Зуси в сборной США (29 мая 2013)

### Ранняя карьера
В 2005—2008 годах Зуси выступал за футбольную команду Мэрилендского университета в Колледж-Парке, где он проходил обучение. За четыре сезона он сыграл 89 матчей, забил 28 голов, сделал 20 голевых передач и помог «Мэриленд Террапинс» дважды выиграть чемпионат по футболу между колледжами. Окончил университет со степенью по криминологии. Во время обучения в университете Зуси также непродолжительное время выступал за клуб лиги PDL «Сентрал Флорида Крейз».

### Карьера в MLS
На Супердрафте MLS 2009 Грэм был выбран клубом «Канзас-Сити Уизардс» во втором раунде под общим 23-м номером. Его профессиональный дебют состоялся 21 марта в матче стартового тура сезона 2009 против «Торонто». 10 июня 2010 года в поединке против «Филадельфии Юнион» он забил свой первый гол в профессиональной карьере. В июне 2011 года Зуси забил два гола и отдал три голевые передачи, за что был назван игроком месяца в MLS. 22 февраля 2012 года Зуси продлил контракт со «Спортингом Канзас-Сити» на четыре года. В том же году он помог команде выиграть Кубок Ламар Ханта. По итогам сезона 2012 Зуси стал лучшим ассистентом лиги с 15 голевыми передачами, а также забил пять голов, за что номинировался на звание самого ценного игрока MLS и был включён в символическую сборную MLS. В межсезонье 2012—2013 годов он проходил просмотр в клубе английской Премьер-лиги «Вест Хэм Юнайтед». 28 июня 2013 года Зуси подписал новый контракт со «Спортингом Канзас-Сити». По итогам сезона 2013, котором забил шесть голов и отдал восемь голевых передач, он во второй раз был включён в символическую сборную MLS. 19 июля 2014 года Зуси заключил со «Спортингом Канзас-Сити» долгосрочный контракт по правилу назначенного игрока. 4 сентября 2018 года Зуси подписал новый контракт со «Спортингом Канзас-Сити». По окончании сезона 2021 контракт Зуси со «Спортингом Канзас-Сити» истёк, но 13 января 2022 года игрок подписал с клубом новый однолетний контракт на сезон 2022 с опцией продления на сезон 2023. По окончании сезона 2022 «Спортинг Канзас-Сити» не стал продлевать контракт с Зуси согласно опции, но провёл переговоры, и 2 декабря клуб подписал с игроком новый однолетний контракт до конца сезона 2023 с опцией продления на сезон 2024. По окончании сезона 2023 «Спортинг Канзас-Сити» отклонил опцию продления контракта с Зуси.

## Международная карьера
21 января 2012 года в товарищеском матче против сборной Венесуэлы Зуси дебютировал за сборную США. 25 января в матче против сборной Панамы Грэм забил свой первый гол за национальную команду.
В 2014 году Грэм в составе сборной принял участие в чемпионате мира в Бразилии. На турнире он сыграл в матчах против команд Ганы, Португалии, Германии и Бельгии.
В 2015 году Грэм принял участие в Золотом кубке КОНКАКАФ. На турнире он сыграл в матчах против команд Гаити, Гондураса и Панамы.
Летом 2016 года Грэм принял участие в домашнем Кубке Америки. На турнире он сыграл в матчах против команд Колумбии, Коста-Рики, Парагвая, Эквадора и Аргентины. В поединке против костариканцев Зуси забил гол.
В 2017 году Зуси стал обладателем Золотого кубка КОНКАКАФ. На турнире он сыграл в матчах против сборных Панамы, Никарагуа, Коста-Рики и Ямайки. Попал в символическую сборную турнира.

## Достижения

### Командные
«Спортинг Канзас-Сити»
- Обладатель Кубка MLS (чемпион MLS): 2013
- Обладатель Кубка Ламара Ханта: 2012, 2015, 2017

США
- Победитель Золотого кубка КОНКАКАФ: 2017

### Личные
- Игрок месяца в MLS: июнь 2011
- Член символической сборной MLS: 2012, 2013
- Участник Матча всех звёзд MLS: 2012, 2013, 2014, 2015, 2017, 2018, 2019
- Член символической сборной Золотого кубка КОНКАКАФ: 2017

## Статистика

### Клубная
| Выступление          | Выступление      | Выступление      | Лига | Лига | Кубок | Кубок | Плей-офф | Плей-офф | Континент | Континент | Итого | Итого |
| Клуб                 | Лига             | Сезон            | Игры | Голы | Игры  | Голы  | Игры     | Голы     | Игры      | Голы      | Игры  | Голы  |
| -------------------- | ---------------- | ---------------- | ---- | ---- | ----- | ----- | -------- | -------- | --------- | --------- | ----- | ----- |
| Спортинг Канзас-Сити | MLS              | 2009             | 13   | 0    | 2     | 0     | —        | —        | —         | —         | 15    | 0     |
| Спортинг Канзас-Сити | MLS              | 2010             | 19   | 1    | 1     | 0     | —        | —        | —         | —         | 20    | 1     |
| Спортинг Канзас-Сити | MLS              | 2011             | 32   | 5    | 4     | 0     | 3        | 0        | —         | —         | 39    | 5     |
| Спортинг Канзас-Сити | MLS              | 2012             | 32   | 5    | 5     | 2     | 2        | 0        | —         | —         | 39    | 7     |
| Спортинг Канзас-Сити | MLS              | 2013             | 27   | 6    | 0     | 0     | 5        | 0        | 3         | 0         | 35    | 6     |
| Спортинг Канзас-Сити | MLS              | 2014             | 25   | 5    | 0     | 0     | 1        | 0        | 5         | 0         | 31    | 5     |
| Спортинг Канзас-Сити | MLS              | 2015             | 25   | 2    | 2     | 1     | 1        | 0        | —         | —         | 28    | 3     |
| Спортинг Канзас-Сити | MLS              | 2016             | 21   | 2    | 1     | 0     | 1        | 0        | 0         | 0         | 23    | 2     |
| Спортинг Канзас-Сити | MLS              | 2017             | 24   | 0    | 3     | 0     | 1        | 0        | —         | —         | 28    | 0     |
| Спортинг Канзас-Сити | MLS              | 2018             | 34   | 2    | 2     | 0     | 4        | 0        | —         | —         | 40    | 2     |
| Спортинг Канзас-Сити | MLS              | 2019             | 27   | 0    | 1     | 0     | —        | —        | 5         | 0         | 33    | 0     |
| Спортинг Канзас-Сити | MLS              | 2020             | 15   | 1    | —     | —     | 2        | 0        | —         | —         | 17    | 1     |
| Спортинг Канзас-Сити | MLS              | 2021             | 26   | 0    | —     | —     | 2        | 1        | 0         | 0         | 28    | 1     |
| Спортинг Канзас-Сити | MLS              | 2022             | 21   | 2    | 1     | 0     | —        | —        | —         | —         | 22    | 2     |
| Спортинг Канзас-Сити | MLS              | 2023             | 14   | 0    | 1     | 0     | 1        | 0        | 0         | 0         | 16    | 0     |
| Спортинг Канзас-Сити | Итого            | Итого            | 355  | 31   | 23    | 3     | 23       | 1        | 13        | 0         | 414   | 35    |
| Всего за карьеру     | Всего за карьеру | Всего за карьеру | 355  | 31   | 23    | 3     | 23       | 1        | 13        | 0         | 414   | 35    |

### Сборная
| Команда | Год   | Игр | Голы |
| ------- | ----- | --- | ---- |
| США     |       |     |      |
| 2012    | 6     | 1   |      |
| 2013    | 12    | 2   |      |
| 2014    | 10    | 0   |      |
| 2015    | 4     | 0   |      |
| 2016    | 10    | 2   |      |
| 2017    | 13    | 0   |      |
| Всего   | Всего | 55  | 5    |

### Голы за сборную США
| № | Дата            | Место                             | Противник  | Счёт | Результат | Соревнование           |
| - | --------------- | --------------------------------- | ---------- | ---- | --------- | ---------------------- |
| 1 | 26 января 2012  | Роммель Фернандес, Панама, Панама | Панама     | 0:1  | 0:1       | Товарищеский матч      |
| 2 | 11 октября 2013 | Спортинг Парк, Канзас-Сити, США   | Ямайка     | 1:0  | 2:0       | ЧМ-2014 (квалификация) |
| 3 | 16 октября 2013 | Роммель Фернандес, Панама, Панама | Панама     | 2:2  | 2:3       | ЧМ-2014 (квалификация) |
| 4 | 30 марта 2016   | Мафре Стэдиум, Колумбус, США      | Сальвадор  | 3:0  | 4:0       | ЧМ-2018 (квалификация) |
| 5 | 7 июня 2016     | Солджер Филд, Чикаго, США         | Коста-Рика | 4:0  | 4:0       | Кубок Америки 2016     |